# Achrymowce (gromada)
Achrymowce – dawna gromada.
Gromadę Achrymowce z siedzibą GRN w Achrymowcach utworzono – jako jedną z 8759 gromad – w powiecie sokólskim w woj. białostockim, na mocy uchwały nr 22/V WRN w Białymstoku z dnia 4 października 1954. W skład jednostki weszły obszary dotychczasowych gromad Achrymowce, Litwinki, Mieleszkowce Pawłowickie, Mieleszkowce-Zalesie, Cimanie i Łowczyki ze zniesionej gminy Zalesie oraz gromad Zwierżany i Śniczany ze zniesionej gminy Sidra w tymże powiecie. Dla gromady ustalono 11 członków gromadzkiej rady narodowej.
31 grudnia 1959 gromadę Achrymowce zniesiono, włączając ją do gromad Zalesie (wsie Cimanie, Łowczyki, Litwinki, Achrymowce, Mieleszkowce Pawłowickie i Mieleszkowce Zalesiańskie oraz kolonię Pawłówicze) i Sidra (wsie Zwierzany i Sniczany).